# Кульджинский тракт (Алма-Ата)
Кульджинский тракт — начинается от улицы Х. Халиуллина и выходит за городскую черту на востоке. На отрезке от начала и до проспекта Рыскулова является частью Малого транспортного кольца Алма-Аты. Также является частью автомобильной дороги А-2.

## История
История Кульджинского тракта восходит к 1870 году, когда к посёлку Шелек (бывшее Зайцевское) была проложена от Верного просёлочная дорога, по которой проходили торговые караваны и обозы по направлению Верный — Шелек — Чунджа — Дубунская переправа и далее на Жаркент и Кульджу. Это направление дороги и получило название Кульджинского тракта. Кульджинский тракт относился к разряду земских дорог.
В первом десятилетии XX века до посёлка Чилик на тракте были построены деревянные мостки через водотоки, арыки и суходолы.
В 1936—1940 годы от Алма-Аты до Чилика созданы земляное полотно, затем твёрдое дорожное покрытие из гравия и щебня.
В 1949—1950 годах Кульджинский тракт был покрыт гравийно-щебёночным битумом, построены железобетонные мосты и трубо-водостоки, установлены километровые и другие дорожные знаки. Регулярное автобусное сообщение было установлено в первое послевоенное пятилетие.
В 1980 году тракт был реконструирован, стал усовершенствованной и грузонапряжённой автомобильной дорогой. Широкую ленту асфальтированного шоссе обступали ветрозащитные лесопосадки из ветвистых карагачей, пирамидальных тополей и фруктовых деревьев на протяжении всех его 115 км. За лесопосадками вдоль тракта до распада СССР тянулись хлебные нивы, виноградники, поля с огородами и табачными культурами. Трафик 24 000 машин в сутки (2022 г.) .
В промежуточных посёлках Новоалексеевка, Балтабай, Евгеньевка, Маловодное и Каратурык к услугам проезжих предлагались станции технического обслуживания; кемпинги; питьевые источники; в местах отдыха: столовые, буфеты; пункты первой медицинской помощи; книжные, продуктовые и промтоварные магазины.

## Объекты рядом с трактом
- Ледовой дворец «Халык Арена», Кульджинский тракт, 2Д, угол Хаби Халиуллина.
- В выходные работает блошиный рынок на базаре «Жетысу».

## Развязки
- Бухтарминская АЛ-15 (2022) .
- ВОАД (2013).
- Чилик (2017).
- БАКАД (2023).